# Чаплигін Михайло Євдокимович
Чапли́гін Миха́йло Євдоки́мович (нар. 27 березня 1919 — пом. 19 вересня 1978) — колишній радянський футболіст, що виступав на позиції центрального нападника. Відомий завдяки виступам за одеський «Харчовик» та київське «Динамо». Ветеран Великої Вітчизняної Війни.

## Життєпис
Михайло Чаплигін розпочинав свій футбольний шлях у команді одеського сільськогосподарського інституту. Чаплигін грав переважно на позиції центрального нападника, мав міцну статуру, проте завдяки природній спритності легко звільнявся від опіки. Не відзначався високою швидкістю, однак володів потужним та точним ударом з обох ніг. У 1940–1941 роках виступав за команду «Харчовик», яка згодом змінила назву на «Спартак». Після початку Великої Вітчизняної Війни брав участь у бойових діях.
Після закінчення війни Михайло Чаплигін продовжив виступи у одеському «Харчовику», проте вже у 1947 році опинився у київському «Динамо», де відіграв два сезони. У першому сезоні нападник був одним з основних гравців клубу, однак наступного сезону втратив місце у складі та завершив кар'єру.
Працював у структурі КДБ у Києві та Вінниці.